# Sonic the Hedgehog 2 (pel·lícula)
Sonic the Hedgehog 2 és una pel·lícula de comèdia d'acció i aventura del 2022 basada en la sèrie de videojocs publicada per Sega i la seqüela de Sonic the Hedgehog (2020). Dirigida per Jeff Fowler i escrita per Pat Casey, Josh Miller i John Whittington, la pel·lícula és protagonitzada per Ben Schwartz, Jim Carrey, James Marsden, Tika Sumpter, Natasha Rothwell, Adam Pally, Lee Majdoub i Colleen O'Shaughnessey repetint els seus papers, amb Idris Elba i Shemar Moore unint-se al repartiment. A la pel·lícula, després d'instal·lar-se a Green Hills, Sonic intenta demostrar-se com un heroi, però la seva gran prova arriba quan el malvat Doctor Robotnik torna, al costat del seu nou rival, Knuckles the Echidna, a la recerca de la Master Emerald. Ha estat subtitulada al català.
Després de l'èxit de la primera pel·lícula, Paramount Pictures va anunciar la seqüela el maig del 2020, amb Fowler que va tornar com a director, Casey i Josh Miller com a escriptors, i Schwartz, Carrey i la resta del repartiment van repetir els seus papers. El rodatge va tenir lloc de març a juny de 2021 a Vancouver i Hawaii.
Sonic the Hedgehog 2 es va estrenar a diversos mercats el 30 de març de 2022 i als Estats Units el 8 d'abril per Paramount Pictures i Sega Sammy Group. La pel·lícula va rebre crítiques positives de crítics com el seu predecessor, que van elogiar les seves seqüències d'acció, humor i actuacions, però van criticar el seu guió, el temps d'execució i el ritme. Molts crítics van considerar la pel·lícula una millora respecte a la seva predecessora. Va recaptar més de 405 milions de dòlars a tot el món, convertint-se en la pel·lícula de videojocs més taquillera. als Estats Units i la quarta pel·lícula de videojocs més taquillera de tots els temps. Una tercera pel·lícula està prevista per a l'estrena el 20 de desembre de 2024, mentre que una minisèrie derivada protagonitzada per Knuckles està en desenvolupament i està previst que s'estreni el 2023.